# Distribuzione ipergeometrica
In teoria delle probabilità la distribuzione ipergeometrica è una distribuzione di probabilità discreta che descrive l'estrazione senza reinserimento di alcune palline, perdenti o vincenti, da un'urna.
L'estrazione con reinserimento (la pallina estratta viene rimessa nell'urna) viene invece descritta dalla distribuzione binomiale.
Ad esempio, estraendo 5 palline da un'urna che ne contiene 3 bianche e 7 nere, il numero di palline bianche estratte è descritto dalla distribuzione ipergeometrica.

## Definizione
La distribuzione ipergeometrica {\displaystyle {\mathcal {H}}(n,h,r)} descrive la variabile aleatoria che conta, per r elementi distinti estratti a caso (in modo equiprobabile) da un insieme A di cardinalità n, quanti sono nel sottoinsieme B di cardinalità h. In termini più concreti descrive, data un'urna contenente h palline bianche e n-h palline nere, il numero di palline bianche che vengono ottenute estraendo senza reinserimento r palline.
La probabilità di ottenere esattamente k elementi in B è
{\displaystyle P(k)={{{h \choose k}{n-h \choose r-k}} \over {n \choose r}}}.
Questa probabilità, espressa tramite i coefficienti binomiali {\displaystyle \textstyle {a \choose b}={\frac {a!}{b!(a-b)!}}}, si può ricavare tramite il calcolo combinatorio:
{\displaystyle \textstyle {n \choose r}} è il numero di possibili estrazioni di r elementi da A,
{\displaystyle \textstyle {h \choose k}} è il numero di possibili estrazioni di k elementi tra gli h di B,
{\displaystyle \textstyle {n-h \choose r-k}} è il numero di possibili estrazioni dei restanti r-k elementi tra gli n-h non in B.

### Definizione alternativa
Una definizione equivalente considera gli elementi estratti come un sottoinsieme C di A. In questo modo la cardinalità dell'intersezione {\displaystyle B\cap C} di due insiemi B e C, scelti a caso (con distribuzione uniforme) tra i sottoinsiemi di A con cardinalità fissate, è descritta dalla distribuzione ipergeometrica {\displaystyle {\mathcal {H}}(\#A,\#B,\#C)}.

## Proprietà
|     | B   | A-B     | A   |
| --- | --- | ------- | --- |
| C   | k   | r-k     | r   |
| A-C | h-k | n-r-h+k | n-r |
| A   | h   | n-h     | n   |

La formula per la probabilità presenta varie simmetrie, che si possono ricavare scambiando i ruoli che svolgono i quattro insiemi vincenti (B), non vincenti (A-B), estratti (C) e non estratti (A-C). In particolare
- scambiando vincenti con estratti

{\displaystyle P_{n,h,r}(k)=P_{n,r,h}(k)\ }
- scambiando vincenti con non vincenti

{\displaystyle P_{n,h,r}(k)=P_{n,n-h,r}(r-k)\ }
- scambiando estratti con non estratti

{\displaystyle P_{n,h,r}(k)=P_{n,h,n-r}(h-k)\ }

### Caratteristiche
Senza bisogno di fare calcoli con i coefficienti binomiali, il valore atteso di N si può ottenere considerando per ogni elemento b di B la variabile aleatoria {\displaystyle X_{b}} che vale 1 se b viene estratto e 0 altrimenti. In questo modo si ha {\displaystyle \textstyle N=\sum _{k=1,..,r}X_{k}}, dove ogni {\displaystyle X_{k}} segue la distribuzione di Bernoulli {\displaystyle {\mathcal {B}}(h/n)}; anche se, a differenza della distribuzione binomiale, le variabili {\displaystyle X_{k}} non sono indipendenti tra di loro, per la linearità del valore atteso si ottiene
{\displaystyle E[N]=\sum _{k=1,..,r}E[X_{k}]={\frac {rh}{n}}}.
È possibile procedere nella stessa maniera per calcolare la varianza di N tramite la varianza e la covarianza delle {\displaystyle X_{b}}:
{\displaystyle {\text{Var}}(N)=\sum _{i}{\text{Var}}(X_{i})+\sum _{i\neq j}{\text{cov}}(X_{i},X_{j})={\frac {r(n-r)\,h(n-h)}{n^{2}(n-1)}}};
in particolare, i fattori che compaiono al numeratore sono le cardinalità dei quattro insiemi "estratti", "non estratti", "vincenti" e "non vincenti".

## Altre distribuzioni
Per una singola estrazione la distribuzione ipergeometrica {\displaystyle {\mathcal {H}}(n,h,1)} coincide con la distribuzione di Bernoulli {\displaystyle {\mathcal {B}}(h/n)}.
A differenza della distribuzione ipergeometrica, la distribuzione binomiale {\displaystyle {\mathcal {B}}(h/n,r)} corrisponde ad un processo in cui dopo ogni estrazione la pallina viene reintrodotta nell'urna, lasciando invariata la probabilità di estrarre in seguito una pallina vincente. Per valori di n e h molto grandi rispetto a r, e per h/n non vicino a 0 né a 1, ad ogni estrazione le probabilità restano quasi uguali. In statistica (ad esempio nei sondaggi) questa approssimazione viene accettata per {\displaystyle h<n/10}.
La distribuzione ipergeometrica può essere generalizzata considerando differenti le probabilità di estrarre le singole palline, ovvero utilizzando una distribuzione non uniforme sull'insieme A.
Un'altra generalizzazione della distribuzione ipergeometrica è la distribuzione ipergeometrica multivariata, che prevede che nell'urna siano presenti palline di più di due colori, ovvero in cui l'insieme A non è più partizionato nei soli due insiemi B e A-B, ma in {\displaystyle B_{1},...,B_{s}} (insiemi disgiunti la cui unione è A). La distribuzione non descrive più la probabilità che k elementi siano in B e r-k in A-B, bensì la probabilità che k1 siano in B1, k2 in B2, e così via, per ogni {\displaystyle (k_{1},...,k_{s})\in \mathbb {N} ^{s}} con {\displaystyle k_{1}+...+k_{s}=r}:
{\displaystyle P(k_{1},...,k_{s})={{{h_{1} \choose k_{1}}\cdots {h_{s} \choose k_{s}}} \over {n \choose r}}}.
Questa distribuzione di probabilità si rapporta alla distribuzione multinomiale esattamente come la distribuzione ipergeometrica si rapporta alla distribuzione binomiale.

## Esempio
Un esempio di distribuzione ipergeometrica è dato dal gioco d'azzardo win for Life, in cui su un totale di n=20 numeri disponibili h=10 vengono scelti dal giocatore e r=10 vengono estratti. La probabilità di indovinarne k è governata dalla distribuzione ipergeometrica {\displaystyle {\mathcal {H}}(20,10,10)}, 
{\displaystyle P(k)=P(10-k)={{{10 \choose k}{20-10 \choose 10-k}} \over {20 \choose 10}}={{10 \choose k}^{2} \over {20 \choose 10}}={\frac {(10!)^{4}}{20!}}\left({\frac {1}{k!(10-k)!}}\right)^{2}}.
In particolare si possono calcolare facilmente le probabilità di vincita, proporzionali ai quadrati dei coefficienti binomiali {\displaystyle \textstyle {10 \choose k}}; ad esempio la probabilità che vengano estratti esattamente 6 (oppure 4) degli elementi scelti è
{\displaystyle P(6)=P(4)={\frac {\left({\frac {10!}{6!4!}}\right)^{2}}{\frac {20!}{10!10!}}}={\frac {44~100}{184~756}}\approx 0,24}.